# Río Garona (afluente del Gállego)
El río Garona (río d'a Garona en aragonés) es un río aragonés de la provincia de Huesca que discurre por el prepirenaico valle de Rasal. Desemboca en el Gállego.

## Curso

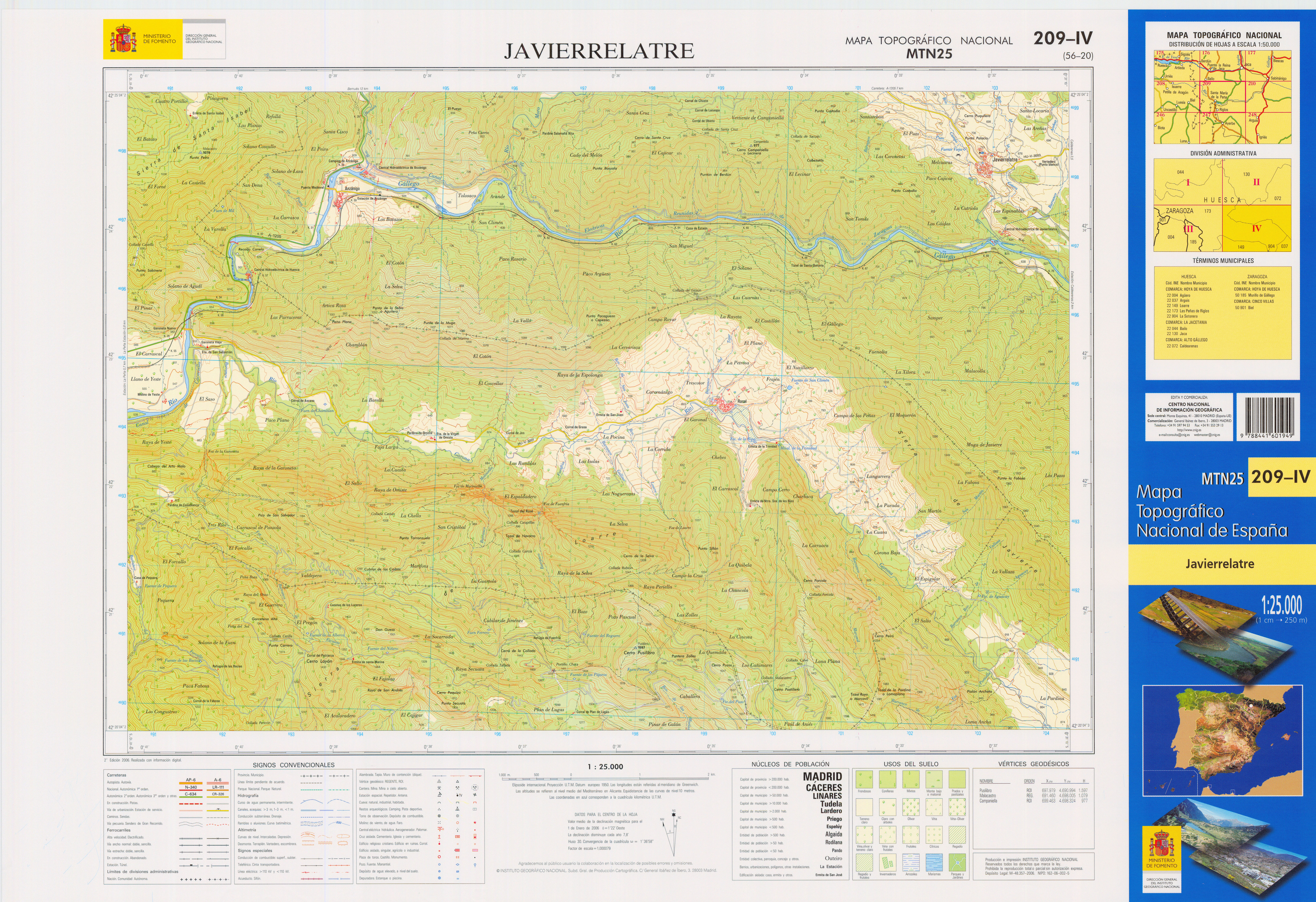
Hoja 0209c4 del Mapa Topográfico Nacional donde se ve parte del curso del río Garona y su desembocadura en el Gállego

Discurre por la provincia de Huesca. Se establece su nacimiento a 1100 m de altitud, en los llamados Sasos de Sarramiana, entre el pico Peiró y la sierra de Javierre, y las cercanías del collado y corral de La Barza.
La desembocadura se produce pocos kilómetros después de Anzánigo, en las inmediaciones de la Garoneta Vieja, uniéndose al río Gállego por la margen izquierda a 540 m sobre el nivel del mar.
El río Garona aparece descrito en el octavo volumen del Diccionario geográfico-estadístico-histórico de España y sus posesiones de Ultramar de Pascual Madoz de la siguiente manera:

GARONA: arroyo en la prov. y part. jud. de Huesca, que se forma de las aguas de una fuente denominada la Zarza en el térm. jurisd. de Bentué de Rasal, á dist. de ½ cuarto de leg. de este punto y corre en direccion de S. á N. variándola de SE. á NE. al pasar por el térm. de Rasal, de donde sigue hasta desaguar próximo á la Caroneta por la márg. izq. del Cállego.
(Madoz, 1847, p. 318)

## Municipios y localidades por los que pasa
- Bentué de Rasal (Arguis)[1]
- Rasal (Las Peñas de Riglos)[1]